# The Japan Box
The Japan Box ist eine Zusammenstellung fünf japanischer Kompilationsalben der britischen Musikgruppe The Beatles. Die Box erschien am 11. Juli 2014 in Deutschland, am 14. Juli in Großbritannien und am 22. Juli 2014 in den USA.

## Vorgeschichte

Japanische Flagge

Schallplatte auf rotem Vinyl gepresst

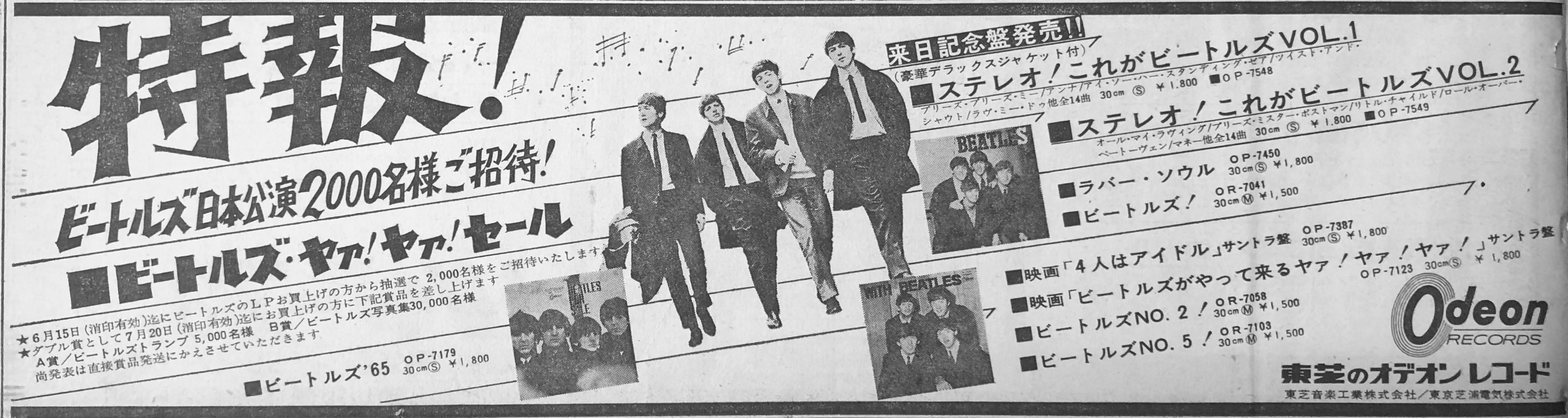
Japanische Werbung für Beatles-Alben, 1966

In Japan wurden die Vinylalben der Beatles auf rotem und schwarzem Vinyl gepresst, weiterhin hatten alle Alben einen Papierstreifen um die Schallplattenhüllen, ein sogenanntes „Obi“ (ein Gürtel, der zum Kimono getragen wird). Die auf rotem Vinyl gepressten Schallplatten waren der japanischen Nationalflagge nachempfunden.
Das erste Album Meet the Beatles! (Katalognummer: Odeon OR-7041), erschien am 5. April 1964 ausschließlich in Mono und war mit dem gleichnamigen US-amerikanischen Album nicht identisch.
| Japanische Version Seite 1 1. I Want to Hold Your Hand 2. She Loves You 3. From Me to You 4. Twist and Shout 5. Love Me Do 6. Baby It’s You 7. Don’t Bother Me Seite 2 1. Please Please Me 2. I Saw Her Standing There 3. P.S. I Love You 4. Little Child 5. All My Loving 6. Hold Me Tight 7. Please Mister Postman | US-amerikanische Version Seite 1 1. I Want to Hold Your Hand 2. I Saw Her Standing There 3. This Boy 4. It Won’t Be Long 5. All I’ve Got to Do 6. All My Loving Seite 2 1. Don’t Bother Me 2. Little Child 3. Till There Was You 4. Hold Me Tight 5. I Wanna Be Your Man 6. Not a Second Time |

Schon zwei Monate später, am 5. Juni 1964, wurde in Japan mit The Beatles’ Second Album (Katalognummer: Odeon OR-7058), ein weiteres Album, ausschließlich in Mono, veröffentlicht, das erneut den gleichen Namen wie das US-amerikanische Album hatte. Die Trackliste war erneut unterschiedlich.
| Japanische Version Seite 1 1. Can’t Buy Me Love 2. Do You Want to Know a Secret 3. Thank You Girl 4. A Taste of Honey 5. It Won’t Be Long 6. I Wanna Be Your Man 7. There’s a Place Seite 2 1. Roll Over Beethoven 2. Misery 3. Boys 4. Devil in Her Heart 5. Not a Second Time 6. Money (That’s What I Want) 7. Till There Was You | US-amerikanische Version Seite 1 1. Roll Over Beethoven 2. Thank You Girl 3. You Really Got a Hold on Me 4. Devil in Her Heart 5. Money (That’s What I Want) 6. You Can’t Do That Seite 2 1. Long Tall Sally 2. I Call Your Name 3. Please Mr. Postman 4. I’ll Get You 5. She Loves You |

Am 5. September 1964, zwei Monate nach der Veröffentlichung des britischen Albums, folgte A Hard Day’s Night (Katalognummer: Odeon OR-7123), das ein vollständig anderes Cover hatte, es zeigt die Beatles während der Filmaufnahmen ihres gleichnamigen ersten Spielfilms. Das Album erschien in Japan ausschließlich in Stereo.
Am 15. März 1965 wurde das britische Studioalbum Beatles for Sale (Katalognummer: Odeon OP-7179) in Japan veröffentlicht, das Original erschien am 4. Dezember 1964 in Großbritannien.
Mit dem Album Beatles No. 5 (Katalognummer: Odeon OR-7103) erschien am 5. Mai 1965 ein eigenständiges Kompilationsalbum, das wiederum nur in Mono veröffentlicht wurde und für das das Cover vom US-amerikanischen Album Beatles ’65 übernommen wurde. Beatles No. 5 ist die erste Beatles-LP, die die beiden deutschen Lieder Sie liebt dich und Komm, gib mir deine Hand zusammen auf einem Album enthält. Erst im Oktober 1979 erschienen beide Lieder wieder auf dem Album Rarities.
Am 15. September 1965, einen Monat später als das britische Original, folgte das Stereo-Album Help! (Katalognummer: Odeon OP-7387), das ein eigenständiges Klappcover hat.
Am 15. März 1966 wurde die britische Version von Rubber Soul (Katalognummer: Odeon OP-7450) veröffentlicht und zwei Monate später am 25. Mai 1966 folgte Please Please Me (Katalognummer: Odeon OP-7548) und am 30. Mai 1966 With the Beatles (Katalognummer: Odeon OP-7449). Die beiden Alben hatten eine vollständig andere Covergestaltung als die britischen Originalalben und erschienen ausschließlich in Stereo.

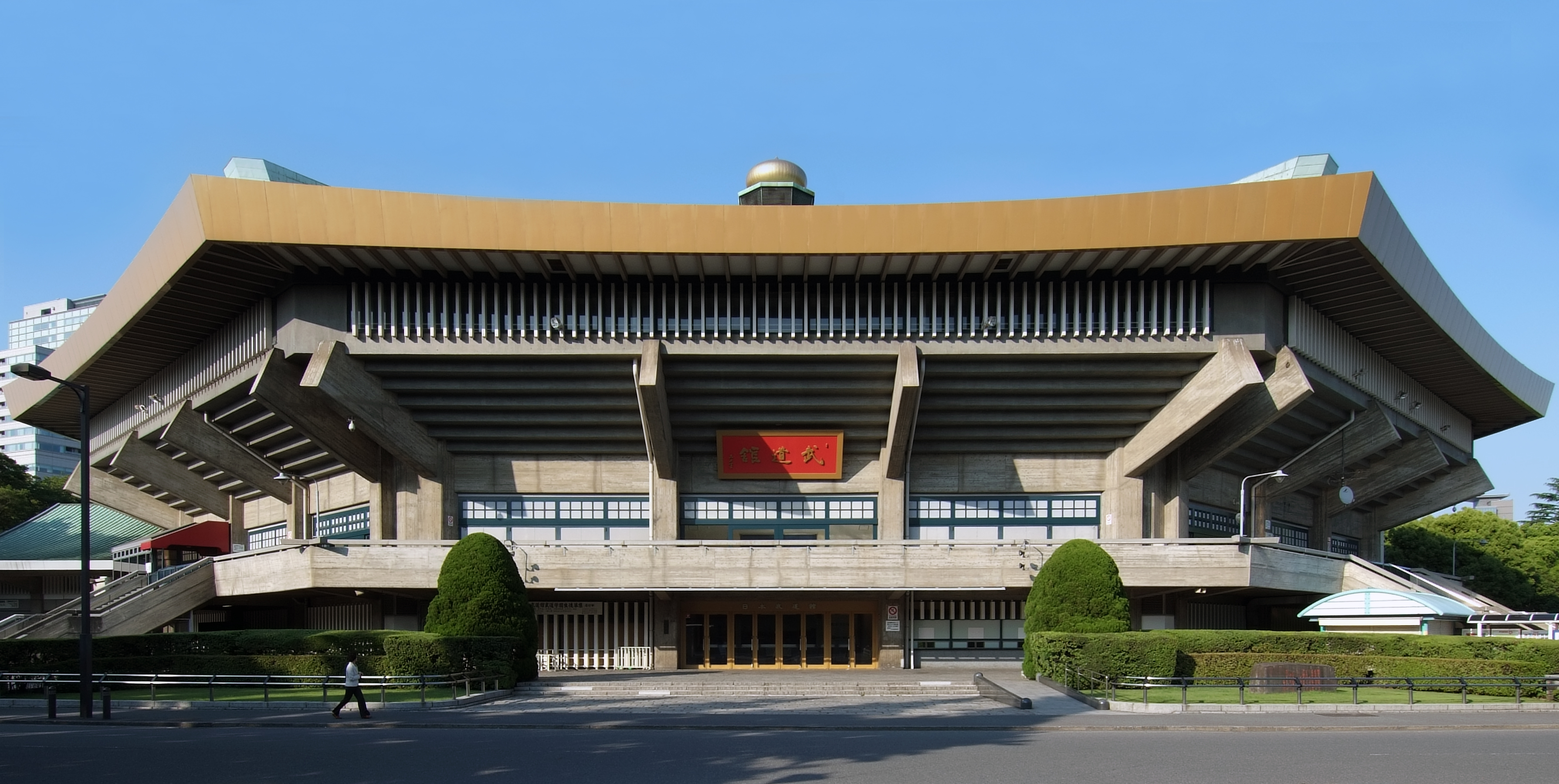
Der Haupteingang des Nippon Budōkan in Tokio

Zwischen dem 30. Juni und dem 2. Juli 1966 gaben die Beatles fünf Konzerte in der Nippon Budōkan in Tokio.
Weitere Alben, die bis Juni 1970 in Japan erschienen, waren:
- The Beatles’ Story (Katalognummer: Odeon OP-7553/4) 5. August 1966 (Stereo)
- Revolver (Katalognummer: Odeon OP-7600) 5. Oktober 1966 (Stereo)
- A Collection of Beatles Oldies (Katalognummer: Odeon OP-8016) 5. Februar 1967 (Stereo)
- Sgt. Pepper’s Lonely Hearts Club Band (Katalognummer: Odeon OP-8163) 5. Juli 1967 (Stereo)
- Magical Mystery Tour (Katalognummer: Odeon OP-9728) 5. Dezember 1968 (Stereo)
- The Beatles (Katalognummer: Apple AP-8570-1) 21. Januar 1969 (Stereo)
- Yellow Submarine (Katalognummer: Apple AP-8610) 23. März 1969 (Stereo)
- Abbey Road (Katalognummer: Apple AP-8815) 21. Oktober 1969 (Stereo)
- Hey Jude (Katalognummer: Apple AP-8940) 21. April 1970 (Stereo)
- Let It Be (Katalognummer: Apple AP-80189) 5. Juni 1970 (Stereo)

## Entstehung
Am 11. Juli 2014 wurde die Box The Japan Box veröffentlicht, die folgende fünf japanische Alben enthält:
- Meet the Beatles!
- The Beatles’ Second Album
- A Hard Day’s Night
- Beatles No. 5
- Help!

Das Mastering der CDs fand von Sean Magee in den Abbey Road Studios statt. Das Projekt wurde von Michiko Fujimura koordiniert.
Die Box beinhaltet 69 Lieder, davon ist das Lied Can’t Buy Me Love doppelt, da es sich auf dem Album A Hard Day’s Night und ebenfalls auf The Beatles’ Second Album befindet. Das Album Help! hat, wie die japanische Originalveröffentlichung, ein Klappcover.
Die CDs sind den originalen LP-Versionen in der Covergestaltung nachempfunden, in den CD-Papphüllen befinden sich nachgebildete Innenhüllen. Die CDs wurden mit den Labeln der jeweiligen japanischen LP-Erstpressungen bedruckt.
Für die Lieder der Alben wurden nicht die japanischen Submaster, sondern die remasterten 2009er Versionen verwendet. Für das Album Help! wurden die Original Stereoabmischungen aus dem Jahr 1965 verwendet, die sich auch auf der 2009er CD-Monoversion befinden, und nicht die 1986er Abmischungen.

## Covergestaltung
Das Design der Box stammt Shuma Saito von der Firma T&M Creative. Die CDs befinden sich in einer Pappbox auf deren Vorderseite das Cover des Albums Meet the Beatles! abgedruckt ist. Auf der Rückseite werden die enthaltenen Alben und deren Cover nebst Titellisten aufgeführt. Die fünf CDs befinden sich in einem Schuber.
Die Box enthält ein bebildertes 96-seitiges Heft, das Erläuterungen in japanischen Schriftzeichen über die Alben sowie die Texte der Lieder in Englisch und Japanisch enthält. Weiterhin werden die Originalpressungen der fünf enthalten japanischen Alben auf rotem Vinyl sowie die japanischen Singles und EPs aufgeführt. Die Zusammenstellung des Buches erfolgte von Kunihiko Fujimoto.

## Titellisten
| Nummer | Lied                            | Autor                                        | Leadgesang           | Länge | Erstveröffentlichung in Europa |
| ------ | ------------------------------- | -------------------------------------------- | -------------------- | ----- | ------------------------------ |
| 01     | I Want to Hold Your Hand (Mono) | Lennon/McCartney                             | Lennon und McCartney | 2:27  | Single-A-Seite                 |
| 02     | She Loves You (Mono)            | Lennon/McCartney                             | Lennon und McCartney | 2:21  | Single-A-Seite                 |
| 03     | From Me to You (Mono)           | Lennon/McCartney                             | Lennon/McCartney     | 1:57  | Single-A-Seite                 |
| 04     | Twist and Shout (Mono)          | Medley/Russell                               | Lennon               | 2:34  | vom Album Please Please Me     |
| 05     | Love Me Do (Mono)               | McCartney/Lennon                             | Lennon und McCartney | 2:20  | vom Album Please Please Me     |
| 06     | Baby It’s You (Mono)            | David/Bacharach/Williams                     | Lennon               | 2:42  | vom Album Please Please Me     |
| 07     | Don’t Bother Me (Mono)          | Harrison                                     | Harrison             | 2:31  | vom Album With the Beatles     |
| 08     | Please Please Me (Mono)         | McCartney/Lennon                             | Lennon               | 2:06  | vom Album Please Please Me     |
| 09     | I Saw Her Standing There (Mono) | McCartney/Lennon                             | McCartney            | 2:57  | vom Album Please Please Me     |
| 10     | P.S. I Love You (Mono)          | McCartney/Lennon                             | McCartney            | 2:08  | vom Album Please Please Me     |
| 11     | Little Child (Mono)             | Lennon/McCartney                             | Lennon               | 1:50  | vom Album With the Beatles     |
| 12     | All My Loving (Mono)            | Lennon/McCartney                             | McCartney            | 2:13  | vom Album With the Beatles     |
| 13     | Hold Me Tight (Mono)            | Lennon/McCartney                             | McCartney            | 2:35  | vom Album With the Beatles     |
| 14     | Please Mr. Postman (Mono)       | Garrett/Dobbins/Brian Holland/Gorman/Bateman | Lennon               | 2:41  | vom Album With the Beatles     |

| Nummer | Lied                                | Autor                      | Leadgesang           | Länge | Erstveröffentlichung in Europa    |
| ------ | ----------------------------------- | -------------------------- | -------------------- | ----- | --------------------------------- |
| 01     | Can’t Buy Me Love (Mono)            | Lennon/McCartney           | McCartney            | 2:18  | vom Album A Hard Day’s Night      |
| 02     | Do You Want to Know a Secret (Mono) | McCartney/Lennon           | Harrison             | 2:01  | vom Album Please Please Me        |
| 03     | Thank You Girl (Mono)               | Lennon/McCartney           | Lennon               | 2:04  | Single-B-Seite von From Me to You |
| 04     | A Taste of Honey (Mono)             | Ric Marlow/Bobby Scott     | McCartney            | 2:06  | vom Album Please Please Me        |
| 05     | It Won’t Be Long (Mono)             | Lennon/McCartney           | Lennon               | 2:15  | vom Album With the Beatles        |
| 06     | I Wanna Be Your Man (Mono)          | Lennon/McCartney           | Starr                | 2:01  | vom Album With the Beatles        |
| 07     | There’s a Place (Mono)              | McCartney/Lennon           | Lennon und McCartney | 1:54  | vom Album Please Please Me        |
| 08     | Roll Over Beethoven (Mono)          | Chuck Berry                | Harrison             | 2:49  | vom Album With the Beatles        |
| 09     | Misery (Mono)                       | McCartney/Lennon           | Lennon und McCartney | 1:53  | vom Album Please Please Me        |
| 10     | Boys (Mono)                         | Dixon/Farrell              | Starr                | 2:29  | vom Album Please Please Me        |
| 11     | Devil in Her Heart (Mono)           | Richard P. Drapkin         | Harrison             | 2:30  | vom Album With the Beatles        |
| 12     | Not a Second Time (Mono)            | Lennon/McCartney           | Lennon               | 2:12  | vom Album With the Beatles        |
| 13     | Money (That’s What I Want) (Mono)   | Janie Bradford/Berry Gordy | Lennon               | 2:47  | vom Album With the Beatles        |
| 14     | Till There Was You (Mono)           | Meredith Willson           | McCartney            | 2:21  | vom Album With the Beatles        |

| Nummer | Lied                               | Autor                                               | Leadgesang       | Länge | Erstveröffentlichung in Europa                             |
| ------ | ---------------------------------- | --------------------------------------------------- | ---------------- | ----- | ---------------------------------------------------------- |
| 01     | Long Tall Sally (Mono)             | Enotris Johnson, Robert Blackwell, Richard Penniman | McCartney        | 2:04  | von der EP Long Tall Sally                                 |
| 02     | Sie liebt dich (Mono)              | Lennon/McCartney, Camillo Felgen                    | Lennon/McCartney | 2:19  | Single-B-Seite in Deutschland von Komm, gib mir deine Hand |
| 03     | Anna (Go to Him) (Mono)            | Arthur Alexander                                    | Lennon           | 3:00  | vom Album Please Please Me                                 |
| 04     | Matchbox (Mono)                    | Carl Perkins                                        | Starr            | 1:59  | von der EP Long Tall Sally                                 |
| 05     | You Really Got a Hold on Me (Mono) | Smokey Robinson                                     | Lennon           | 3:04  | vom Album With the Beatles                                 |
| 06     | She’s a Woman (Mono)               | Lennon/McCartney                                    | McCartney        | 3:04  | Single-B-Seite von I Feel Fine                             |
| 07     | Ask Me Why (Mono)                  | McCartney/Lennon                                    | Lennon           | 2:30  | vom Album Please Please Me                                 |
| 08     | I Feel Fine (Mono)                 | Lennon/McCartney                                    | Lennon           | 2:23  | Single-A-Seite                                             |
| 09     | Komm, gib mir deine Hand (Mono)    | Lennon/McCartney, Nicolas/Hellmer                   | Lennon/McCartney | 2:26  | Single-A-Seite in Deutschland                              |
| 10     | Chains (Mono)                      | Gerry Goffin/Carole King                            | Harrison         | 2:29  | vom Album Please Please Me                                 |
| 11     | Slow Down (Mono)                   | Larry Williams                                      | Lennon           | 2:57  | von der EP Long Tall Sally                                 |
| 12     | All I’ve Got to Do (Mono)          | Lennon/McCartney                                    | Lennon           | 2:06  | vom Album With the Beatles                                 |
| 13     | I Call Your Name (Mono)            | Lennon/McCartney                                    | Lennon           | 2:11  | von der EP Long Tall Sally                                 |
| 14     | This Boy (Mono)                    | Lennon/McCartney                                    | Lennon/McCartney | 2:18  | Single-B-Seite von I Want to Hold Your Hand                |

| Nr. | Lied                             | Autor            | Leadgesang           | Länge |
| --- | -------------------------------- | ---------------- | -------------------- | ----- |
| 01  | A Hard Day’s Night               | Lennon/McCartney | Lennon und McCartney | 2:34  |
| 02  | I Should Have Known Better       | Lennon/McCartney | Lennon               | 2:43  |
| 03  | If I Fell                        | Lennon/McCartney | Lennon und McCartney | 2:19  |
| 04  | I’m Happy Just to Dance with You | Lennon/McCartney | Harrison             | 1:56  |
| 05  | And I Love Her                   | Lennon/McCartney | McCartney            | 2:30  |
| 06  | Tell Me Why                      | Lennon/McCartney | Lennon               | 2:09  |
| 07  | Can’t Buy Me Love                | Lennon/McCartney | McCartney            | 2:12  |
| 08  | Any Time at All                  | Lennon/McCartney | Lennon               | 2:11  |
| 09  | I’ll Cry Instead                 | Lennon/McCartney | Lennon               | 1:46  |
| 10  | Things We Said Today             | Lennon/McCartney | McCartney            | 2:35  |
| 11  | When I Get Home                  | Lennon/McCartney | Lennon               | 2:17  |
| 12  | You Can’t Do That                | Lennon/McCartney | Lennon               | 2:35  |
| 13  | I’ll Be Back                     | Lennon/McCartney | Lennon               | 2:26  |

| Nr. | Lied                              | Autor            | Leadgesang           | Länge |
| --- | --------------------------------- | ---------------- | -------------------- | ----- |
| 01  | Help!                             | Lennon/McCartney | Lennon               | 2:20  |
| 02  | The Night Before                  | Lennon/McCartney | McCartney            | 2:35  |
| 03  | You’ve Got to Hide Your Love Away | Lennon/McCartney | Lennon               | 2:09  |
| 04  | I Need You                        | Harrison         | Harrison             | 2:29  |
| 05  | Another Girl                      | Lennon/McCartney | McCartney            | 2:05  |
| 06  | You’re Going to Lose That Girl    | Lennon/McCartney | Lennon               | 2:19  |
| 07  | Ticket to Ride                    | Lennon/McCartney | Lennon               | 3:10  |
| 08  | Act Naturally                     | Morrison/Russell | Starr                | 2:30  |
| 09  | It’s Only Love                    | Lennon/McCartney | Lennon               | 1:56  |
| 10  | You Like Me Too Much              | Harrison         | Harrison             | 2:37  |
| 11  | Tell Me What You See              | Lennon/McCartney | Lennon und McCartney | 2:38  |
| 12  | I’ve Just Seen a Face             | Lennon/McCartney | McCartney            | 2:05  |
| 13  | Yesterday                         | Lennon/McCartney | McCartney            | 2:06  |
| 14  | Dizzy Miss Lizzy                  | Williams         | Lennon               | 2:58  |

## Chartplatzierungen
| ChartsChartplatzierungen | Höchstplatzierung | Wochen |
| ------------------------ | ----------------- | ------ |
| Deutschland (GfK)        | 83 (1 Wo.)        | 1      |